# Кнежево (Кратово)
Кнежево (мкд. Кнежево) је насеље у Северној Македонији, у северном делу државе. Кнежево је у оквиру општине Кратово.

## Географија
Кнежево је смештено у северном делу Северне Македоније. Од најближег града, Куманова, село је удаљено 70 km источно.
Село Кнежево се налази у историјској области Осогово. Насеље је положено високо, на западним висовима Осоговских планина, на приближно 1.200 метара надморске висине.
Месна клима је планинска због знатне надморске висине.

## Становништво
Кнежево је према последњем попису из 2002. године имало 64 становника. Од тога огромну већину чине етнички Македонци.
Претежна вероисповест месног становништва је православље.